# Renault Modus
Renault Modus je microvan koji se u prodaji nalazi od rujna 2004., a ujedno predstavlja jednovolumensku izvedbu Renault Clija s kojim dijeli i platformu.

## Vanjska poveznica
- Renault Hrvatska  Arhivirana inačica izvorne stranice od 23. prosinca 2005. (Wayback Machine)